# Antonio Sacco
Antonio Sacco Cedrés  (Montevideo, 1927 - Lima, 2005) fue un jugador de fútbol uruguayo que jugó en la posición de centro-delantero, destacado por su juego vistoso, técnica depurada y por hacer popular en Sporting Cristal de Perú la jugada de fútbol conocida como la bicicleta.

## Trayectoria
Inició su carrera deportiva en las divisiones menores del club Sud América de Uruguay en 1943, donde compartió equipo con futuros campeones mundiales de 1950 como Oscar Míguez y Alcides Ghiggia. Pasó a las filas del Peñarol en 1948 donde hizo su debut, tuvo un nivel de juego destacado y se mantuvo ahí por dos temporadas para pasar luego a Rampla Juniors.
Debido a sus cualidades y juego vistoso se trasladó al Dorado colombiano en 1951, como lo hacían los grandes jugadores de la época. Inició su travesía por tierras colombianas en el Cúcuta Deportivo, luego tuvo pasos cortos por el Independiente Santa Fe y el Deportivo Independiente Medellín donde obtuvo el título en 1955.
En 1956 llegó al Perú para jugar por Sporting Cristal. Sacco brillaría más que nunca aquel año y obtendría el título con el cuadro rimense junto a otros destacados futbolistas uruguayos como Carlos Zunino y Dardo Acuña.
En 1958 jugaría en Alianza Lima, luego por Deportivo Municipal y Sport Boys, aunque nunca alcanzaría el mismo nivel que mostró en el cuadro rimense. 

### Post jugador
Luego de su retiro en 1961 Sacco se abarcó definitivamente en el Perú y se dedicó luego al comercio de carnes uruguayas (Anselmo Ruíz trabajó para él). El negocio fue bastante próspero; aunque la gente lo seguía extrañando domingo a domingo por su característica jugada.
Tal fue la popularidad del jugador en el Perú, en especial por hacer famosa la jugada llamada bicicleta jugando por Sporting Cristal, que uno de los más grandes periodistas deportivos sudamericanos, Alfonso “Pocho” Rospigliosi, lo eligió en 1976 parte del equipo ideal de extranjeros que hayan jugado en el campeonato peruano, en su revista Ovación.

## Clubes
- Sud América: 1943 - 1947
- Peñarol: 1948 - 1949
- Rampla Juniors: 1950
- Deportivo Cúcuta: 1951 - 1952
- Independiente Santa Fe: 1953
- Independiente Medellín: 1954 - 1955
- Sporting Cristal: 1956 - 1957
- Alianza Lima: 1958
- Deportivo Municipal: 1959
- Sport Boys: 1960 - 1961

## Títulos
- Peñarol: 1949.
- Independiente Medellín: 1955.
- Sporting Cristal: 1956.